# Parthenius (Toreut)
Parthenius war möglicherweise ein antiker römischer Toreut (Metallhandwerker) beziehungsweise Silberschmied, der, wenn er so existierte, in der zweiten Hälfte des 1. Jahrhunderts tätig war.
Der Name Parthenius ist nur von einer Erwähnung bei Juvenal bekannt, wobei die genaue Interpretation dieser Stelle umstritten ist. Juvenal schreibt lateinisch Ile nec argentum dubitabat mittere, lances Parthenio factas, deutsch Er zögerte nicht, von Parthenius gefertigtes Silbergeschirr zu schicken. Meist wird in Parthenius ein Toreut beziehungsweise ein Silberschmied gesehen. 
Ludwig Friedländer hat jedoch bereits 1895 gesehen, dass mit Parthenius bei Juvenal kein Silberschmied gemeint ist, sondern Tiberius Claudius Parthenius, Freigelassener und cubicularius des Kaisers Domitian. Ihm folgend hat Georg Lippold darauf hingewiesen, dass die Stelle mit für, nicht mit von zu übersetzen sei, Parthenius also der Empfänger einer Lanx war, nicht der Hersteller, und identifizierte diesen ebenfalls als Tiberius Claudius Parthenius. Dem sind jüngere Kommentatoren des Juvenal gefolgt.

## Einzelbelege
1. ↑  Juvenal, Satiren 12, 43.
2. ↑  Ludwig Friedländer: D. Junii Juvenalis Saturarum libri V. Hirzel, Leipzig 1895, S. 102 (Digitalisat).
3. ↑  Georg Lippold: Parthenios 22. In: Paulys Realencyclopädie der classischen Altertumswissenschaft (RE). Band XVIII,4, Stuttgart 1949, Sp. 1904.
4. ↑  Edward Courtney: A Commentary on the Satires of Juvenal. Athlon Press, London 1980, ISBN 0-485-11190-X, S. 460.

| Personendaten    | Personendaten                              |
| ---------------- | ------------------------------------------ |
| NAME             | Parthenius                                 |
| KURZBESCHREIBUNG | möglicherweise antiker römischer Toreut    |
| GEBURTSDATUM     | 1. Jahrhundert v. Chr. oder 1. Jahrhundert |
| STERBEDATUM      | 1. Jahrhundert oder 2. Jahrhundert         |